# Jacob Hödl
Jacob Peter Hödl (* 31. Jänner 2007 in Hartberg) ist ein österreichischer Fußballspieler.

## Karriere

### Verein
Hödl begann seine Karriere beim SK Sturm Graz. Zur Saison 2017/18 wechselte er in das JAZ GU-Süd. Zur Saison 2019/20 kehrte er zu Sturm zurück, wo er ab der Saison 2021/22 sämtliche Altersstufen in der Akademie durchlief.
Im Dezember 2023 debütierte er für die zweite Mannschaft der Grazer in der 2. Liga, als er am 16. Spieltag der Saison 2023/24 gegen den SKN St. Pölten in der Nachspielzeit für Oliver Sorg eingewechselt wurde.
Im November 2024 stand Hödl in der UEFA Champions League gegen Borussia Dortmund erstmals im Profikader Sturms. Im April 2025 debütierte er dann gegen den FC Blau-Weiß Linz für die erste Mannschaft der Grazer in der Bundesliga.

### Nationalmannschaft
Hödl spielte im November 2021 erstmals für eine österreichische Jugendnationalauswahl.

## Erfolge
- Österreichischer Meister: 2025